# Alexander Keith

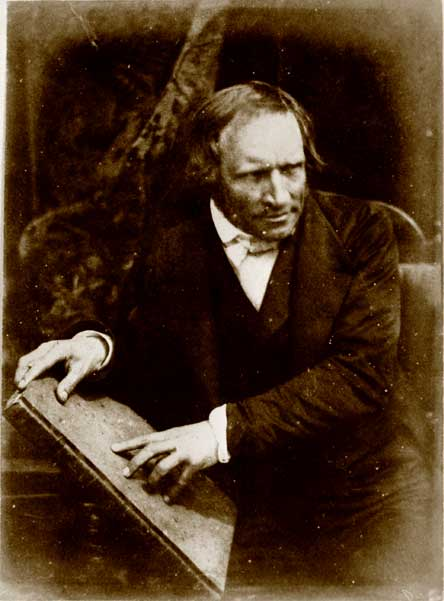
Rev. Alexandre Keith

Alexander Keith (13 de novembro de 1791 - 8 de fevereiro de 1880) foi um ministro da Igreja da Escócia e da Igreja Livre, conhecido por seus escritos sobre profecias bíblicas. Keith interpretou a Bíblia ensinando uma visão pré-milenar do retorno de Jesus e muitos de seus livros se relacionam com o lugar dos judeus e como eles se relacionam com as profecias judaicas e cristãs na Bíblia. Em uma viagem missionária, visitou a Palestina junto com Robert Murray M'Cheyne, Andrew Bonar e Alexander Black. Na volta para casa, pegou um atalho por Budapeste, onde contraiu cólera e quase morreu, mas também influenciou na criação de uma missão para os judeus na Hungria. Durante a Disrupção, apoiou a Igreja Livre e continuou a ministrar a uma congregação em St Cyrus e a publicar obras sobre profecias bíblicas.

## Vida
Ele era filho de George Skene Keith, de Keith Hall e Kinkell, onde nasceu na mansão em 13 de novembro de 1791. Ele se formou no Marischal College, em 1809. Foi ordenado pela Igreja da Escócia como ministro de São Ciro em 1816, permanecendo lá até 1839. 
Na Disrupção de 1843, Keith deixou a Igreja da Escócia estabelecida e se juntou à Igreja Livre da Escócia .
William Garden Blaikie, sobrinho de Keith, escreveu sobre seu tio:

I remember him saying, that what led to his writing his book on The Evidence of Prophecy was a conversation with a gentleman in the country town of Stonehaven, who laid great stress on Hume’s argument against miracles. It occurred to. Dr. Keith that there was still an actual, continuous miracle, to which appeal might be made, patent to the senses, namely, the fulfilment of literal prophecy. There were two topics well fitted to show this: the history of the Jews, and the present condition of Palestine and other Bible lands. He set himself with great diligence to collect facts bearing on these, reading books of travel, and twice paying visits to the Holy Land. His book had an extraordinary popularity, there being some forty editions, besides abridgments. Cases of conversion arising from the reading of it were very numerous. There is reason to believe that the Duke of Wellington was one of those who were impressed by it. An attempt was made in the Quarterly Review to show that it differed little from a similar book by Bishop Newton. The editor refused to insert any reply, but a pamphlet prepared by a friend, the late Rev. Dr. Brewster of Crail, a brother of Principal Sir David Brewster, was inserted as an advertisement, vindicating the originality of Dr. Keith, especially in his two special lines, the statements of modern travellers and the state of the Jews.
Keith é provavelmente mais lembrado por seu livro, Evidência da Verdade da Religião Cristã Derivada do Cumprimento Literal da Profecia, que passou por inúmeras revisões e muitas edições. Ainda está em circulação na edição de 2005 da Kessinger Publishing.
Na Assembleia Geral da Igreja Livre, Keith foi registrado falando contra o Pacto Nacional:

"  Moderator,  God  never  made,  and  never  will  make,  a  National  Covenant  with  any  people  but  one — the  children  of  Abraham  ;  and  the  day  that  sees  this  Church  recognising  any  other  National  Covenant  than  that,  will  see  me  for  the  last  time  a  member  of  it."

## Palestina e Europa Oriental

### Palestina

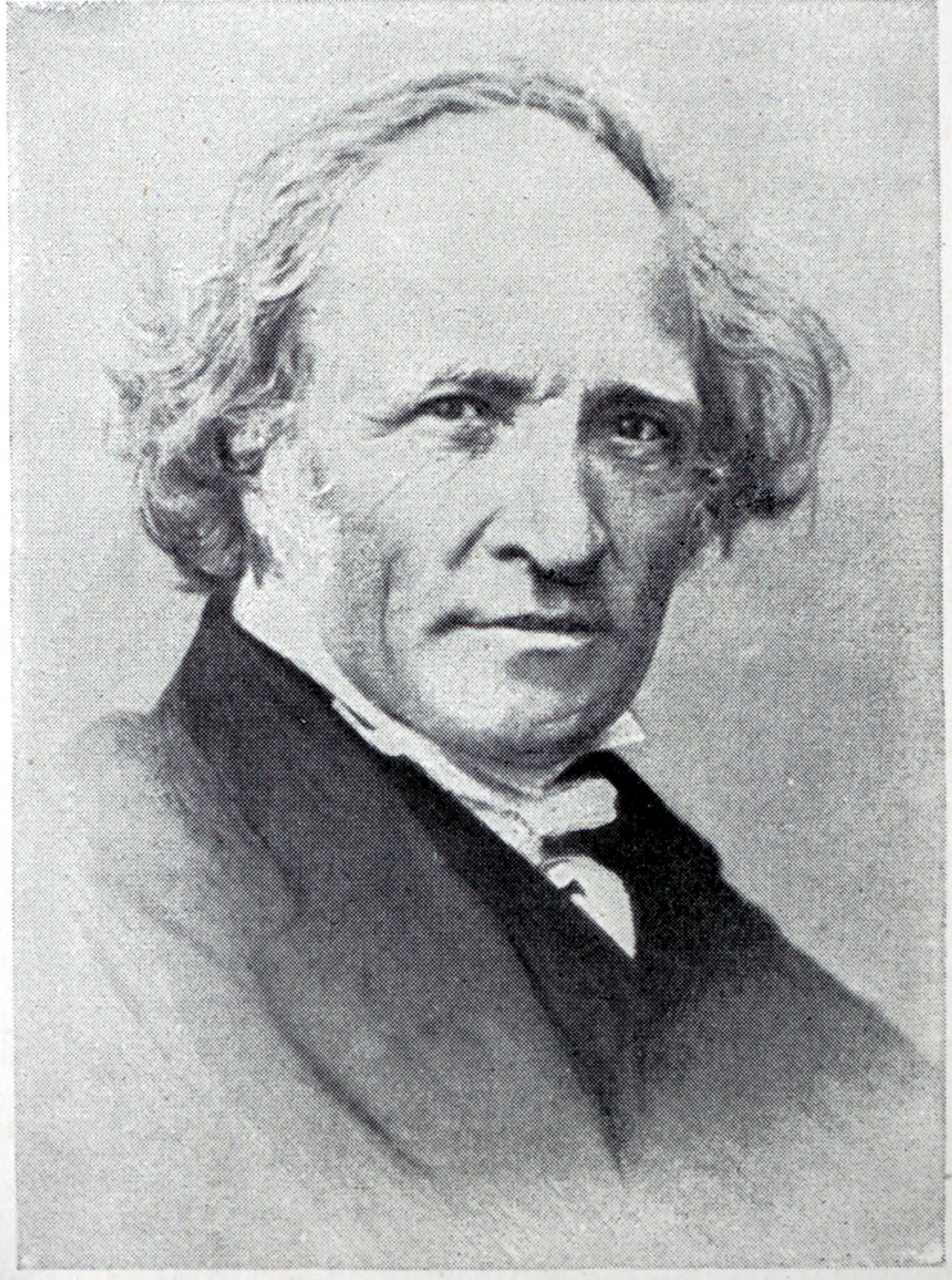
Dr. Alexander Keith, o primeiro coordenador do comitê judaico da "Missão do Mar da Galileia da Igreja Livre da Escócia"

Julia Pardoe, que cuidou de Alexander Keith durante sua doença.

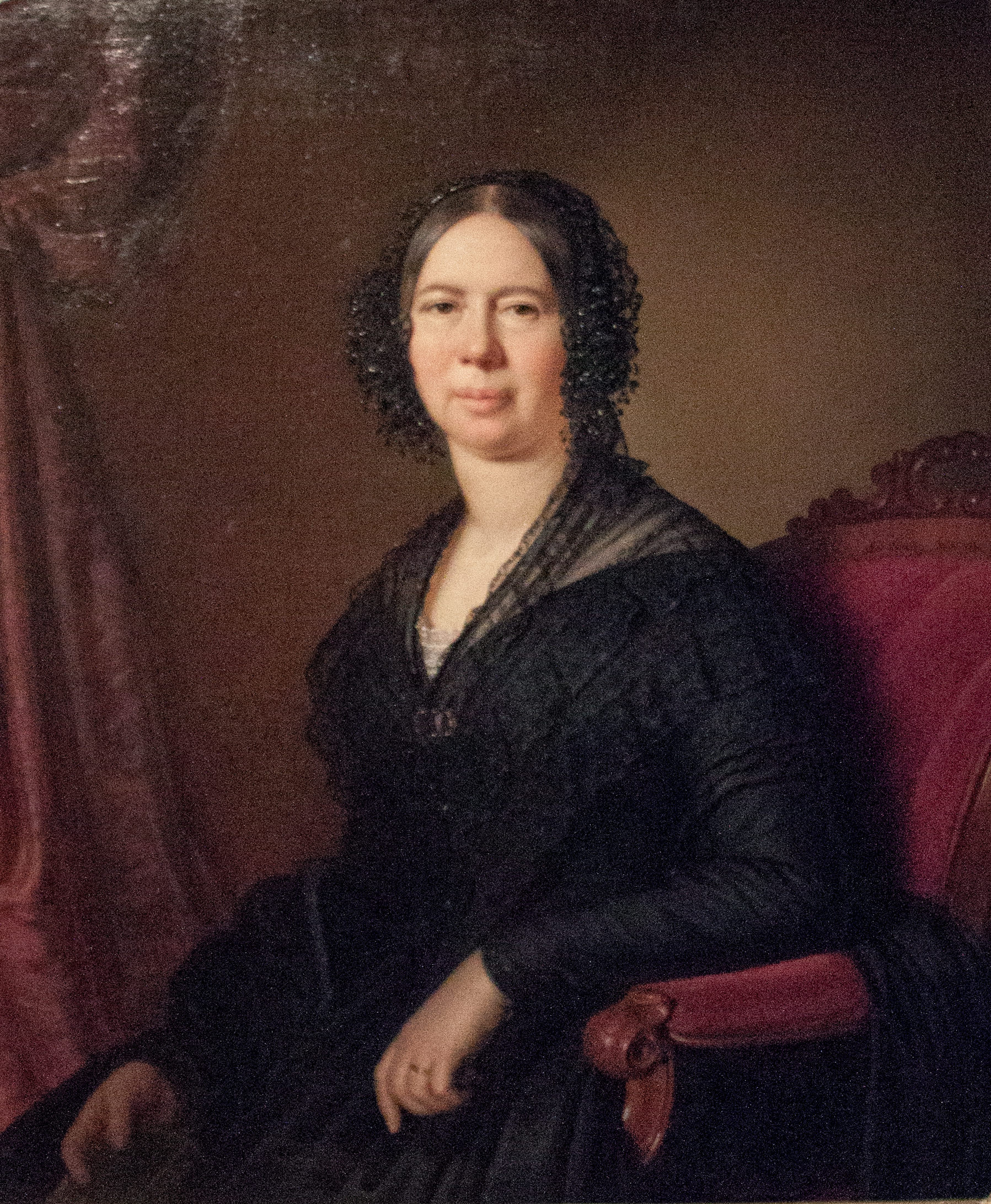
Arquiduquesa Maria Dorothea

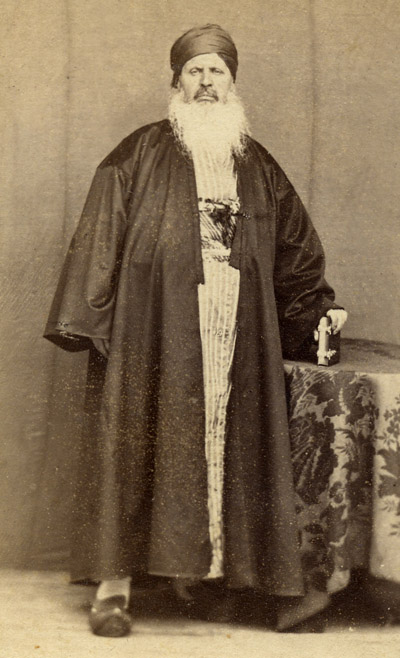
Mikhail Mishaqa se converteu do catolicismo grego ao protestantismo após ler uma tradução de Evidence de Keith.

Keith também é lembrado como um dos quatro ministros da Igreja da Escócia que em 1839 empreenderam uma Missão de Investigação à Palestina. Os outros foram Andrew Bonar, Robert Murray M'Cheyne e Alexander Black. O grupo viajou por França, Grécia e Egito e depois por terra até Gaza. A rota de volta para casa passava pela Síria, pelo Império Austríaco e por alguns estados alemães. O grupo procurou comunidades judaicas ao longo da rota para perguntar sobre a prontidão dessas comunidades para aceitar Cristo e, separadamente, sua preparação para retornar a Israel, conforme profetizado na Bíblia. Keith relata a jornada em seu livro de 1843, A Terra de Israel Segundo a Aliança com Abraão, com Isaque e com Jacó. Neste livro Keith usou o slogan que se tornou popular entre outros restauracionistas cristãos: Uma terra sem povo para um povo sem terra .

### Budapeste
William Garden Blaikie, sobrinho de Keith, escreveu sobre seu tio:

I had another reason for being interested in Budapest. It was there that our mission to the Jews was begun, under the remarkable circumstances connected with the illness of my uncle, Dr. Keith of St. Cyrus, in 1839. It was on his return from the mission on behalf of the Jews, on which he had been sent by the Church of Scotland, that he was seized with serious illness in a hotel at Pest, where Miss Pardoe, author of The City of the Sultan, happened to be staying. Miss Pardoe was on friendly terms with the archduchess, Maria Dorothea, a Princess of the Wurtemberg family (Protestant), wife of the Viceroy of Hungary, an Austrian archduke, and mother of the Queen of the Belgians. This good lady had been praying earnestly that God would send some one to direct her how she might be useful to the people of Hungary, and when she heard of Dr. Keith, it occurred to her that he had been sent to Pest in answer to her prayers. She came to his hotel, and like the Good Samaritan, ministered to him with her own hand, and did all that could be done for his recovery. Then followed that splendid mission, of which Dr. John Duncan, the celebrated Christian philosopher, was the animating spirit, with men like Robert Smith, William Wingate,  W. O. Allan and others as coadjutors; which bore such fruits as Adolph Saphir and Alfred Edersheim; which, after being suppressed, still flourishes under Dr. Andrew Moody; which in Duncan’s time drew to him rabbis and priests, men of all creeds; and on which there came such a blessing from Heaven as has never been equalled in any of our Jewish missions.

### Retorno à Palestina
Em 1844, acompanhado por seu filho, Dr. George Skene Keith (1819–1910), ele revisitou a Palestina e foi o primeiro a tirar fotos em daguerreótipo de lugares notáveis do local. Eles permaneceram na Síria por cinco meses e viajaram em diferentes direções por mais de mil milhas, ao longo da costa de Gaza até a Suédia, na foz do Orontes. Visitaram Jerusalém, Hebrom, Petra, Samaria, Gerasa, Nazaré, Tiberíades, Corazim (a primeira vez que foi visitada por viajantes britânicos); descobriram Zinrin, a antiga capital dos zemaritas; visitaram Damasco, Laodicéia (Latakia), Antioquia e muitos outros lugares importantes. Seu filho foi o primeiro a registrar em daguerreótipo de locais na Síria ilustrados em profecias relacionadas à restauração dos judeus na edição das Evidências.
Dois dos filhos de Alexander Keith eram cirurgiões que montaram um hospital privado em Edimburgo e foram membros da Sociedade Fotográfica da Escócia. 
Keith é um dos muitos cristãos que fizeram campanha pela restauração dos judeus em sua antiga terra natal. Em 1843, ele escreveu: "A Grécia foi entregue aos gregos e, ao procurar qualquer governo para a Síria, não poderia uma confederação de reis... dar a Judeia aos judeus?"

## Morte e legado

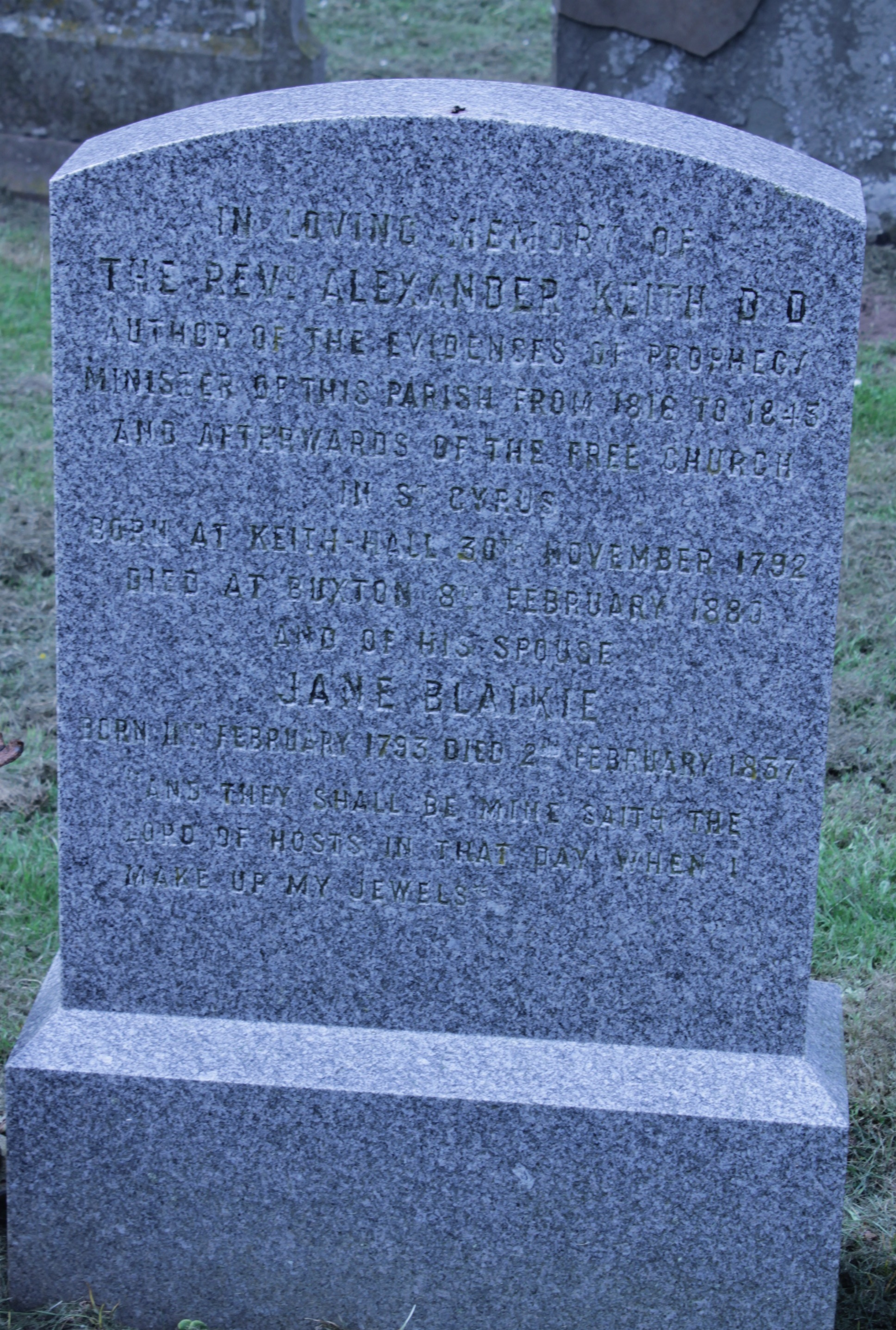
Memorial ao Rev. Alexander Keith no cemitério de St Cyrus

O cargo de moderador da Igreja Livre da Escócia foi oferecido várias vezes a Keith, que recusou devido à saúde debilitada. Ele morreu em 8 de fevereiro de 1880 na Aberdeen House (56 West Street, em Buxton), onde residiu por alguns anos, e foi enterrado em em 12 de fevereiro em Chinley, Chapel-en-le-Frith, Derbyshire. 
O primeiro livro de Keith sobre "O Cumprimento da Profecia" apareceu em 1823. Logo assumiu o lugar de tratado padrão sobre as "Evidências Cristãs" e passou por um grande número de edições. O livro foi traduzido para muitos idiomas. Em períodos subsequentes, o Dr. Keith publicou várias obras sobre assuntos proféticos, as mais populares das quais foram "Os Sinais dos Tempos, Ilustrados pelo Cumprimento das Predições Históricas" e "A Harmonia da Profecia", sendo uma comparação do Livro do Apocalipse com outras profecias das Escrituras. Mas nenhuma de suas obras alcançou a popularidade de "Evidências", das quais Thomas Chalmers disse que "é reconhecida em nossos salões de teologia como ocupando um lugar de destaque na literatura sagrada, e é encontrada em quase todos os lares e conhecida como uma palavra familiar em todo o país".

## Família
Ele se casou em 10 de dezembro de 1816, com Jane (falecida em 2 de fevereiro de 1837) com quem teve oito filhos: Alexandre (seu assistente e sucessor); George Skene Keith (autor de Plea for a Simpler Life, Plea for a Simpler Faith, Fads of an Old Physician); John; James; Patrick; Thomas; David e Helen.

## Obra

### Sermões, artigos e cartas
- Carta ao Honorável Lorde Bexley sobre a Colisão entre os Tribunais Civis e Eclesiásticos na Escócia (Londres, 1841)
- Um sermão pregado em St Cyrus (com outro do Dr. Davidson ) (Aberdeen, 1841)
- Origem da Missão aos Judeus em Pesth (1867) [17]

### Livros
Ver listas  
- Esboço da Evidência da Profecia; contendo um relato daquelas profecias que foram claramente preditas e que foram cumpridas de forma clara ou literal. Com um apêndice, extraído das Observações sobre as Profecias de Sir Isaac Newton , Edimburgo, 1823.
- Evidência da Verdade da Religião Cristã derivada do Cumprimento Literal da Profecia; particularmente como ilustrado pela História dos Judeus, e pelas Descobertas de Viajantes Recentes, Edimburgo: Waugh & Innes, 1826 (2ª ed.) e muitas edições posteriores. Edição americana - Filadélfia: Presbyterian Board of Publication, por volta de 1850 (395 pp). (Edimburgo, 1828, traduzido para o persa, Edimburgo, 1836) (Veja também as notas de Allibone) [18] [19]
- Sinais dos tempos, conforme denotados pelo cumprimento de previsões históricas, rastreados desde o cativeiro babilônico até o tempo presente, Edimburgo: William Whyte & Co. 1832. (383 pp). 2 vols. Republicado em 1837, 1842, 1847..... [20] [21]
- Demonstração da Verdade da Religião Cristã (Edimburgo, 1838) [22]
- A Terra de Israel de acordo com a Aliança com Abraão, com Isaac e com Jacó, Edimburgo: William Whyte & Co. 1844. (Edimburgo, 1843) [15]
- Um exame da teoria dos primeiros seis selos do Sr. Elliott (Edimburgo, 1847)
- Isaías como ele é: ou, Judá e Jerusalém, os temas da profecia de Isaías, Edimburgo, 1850. [23]
- A Harmonia da Profecia; ou Ilustrações Bíblicas do Apocalipse, Edimburgo, 1851. [24]
- Eventos vindouros, ou vislumbres do futuro; sendo uma explicação das profecias relacionadas à destruição da Turquia e do Egito, a queda de Roma, a guerra do Armagedom e a invasão da Rússia, etc., Dublin, 1853
- Escritura versus Stanley (Londres, 1859)
- A História e o Destino do Mundo e da Igreja segundo as Escrituras, Londres, 1861. [25]